# 蒂安瓜
蒂安瓜是巴西塞阿拉州的一个市镇。总面积908.893平方公里，总人口64297人，人口密度70.7人/平方公里。

## 故事
在殖民者到达本市土地之前，这里有一个土著部落。该遗址仅在1590年被欧洲人殖民。